# (5371) 1987 VG1
1987 في جي 1 (ويعرف أيضًا باسم (5371) 1987 في جي 1 وفق تسمية الكوكب الصغير) (بالإنجليزية: 1987 VG1)‏ هو كويكب ضمن حزام الكويكبات؛ وترتيبه 5371 من حيث الاكتشاف.
اكتُشف هذا الجُرم الفلكي بواسطة هيروشي كانيدا في 15 نوفمبر 1987.

## وصلات خارجية
- (5371) 1987 VG1 في قاعدة بيانات مختبر الدفع النفاث لأجرام النظام الشمسي الصغيرة

- الاكتشاف · مخطط المدار ·  العناصر المدارية · المعلمات المادية

- (5371) 1987 VG1 على موقع ويكي سكاي: DSS2, SDSS, GALEX, IRAS, Hydrogen α, X-Ray, Astrophoto, Sky Map, Articles and images